# Egyek-pusztakócsi-mocsarak Természetvédelmi Terület

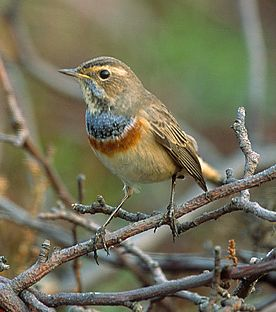
Kékbegy

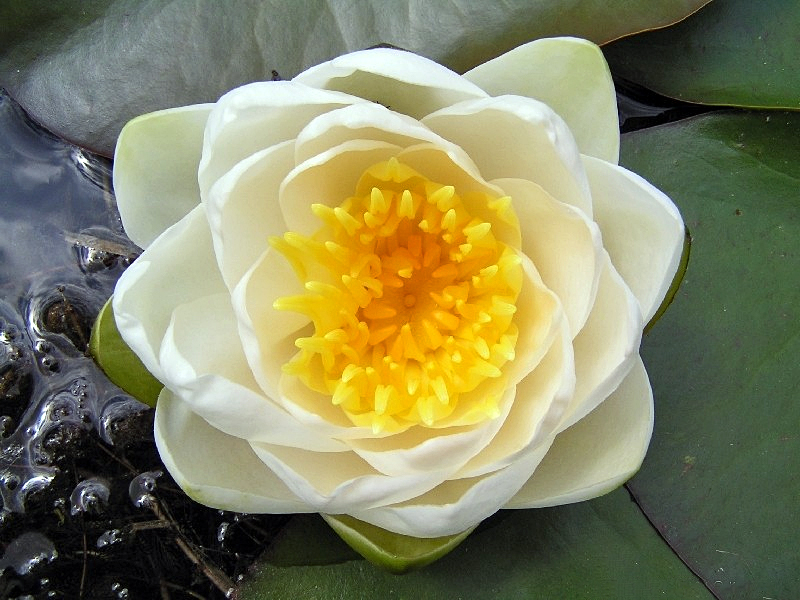
Tündérrózsa

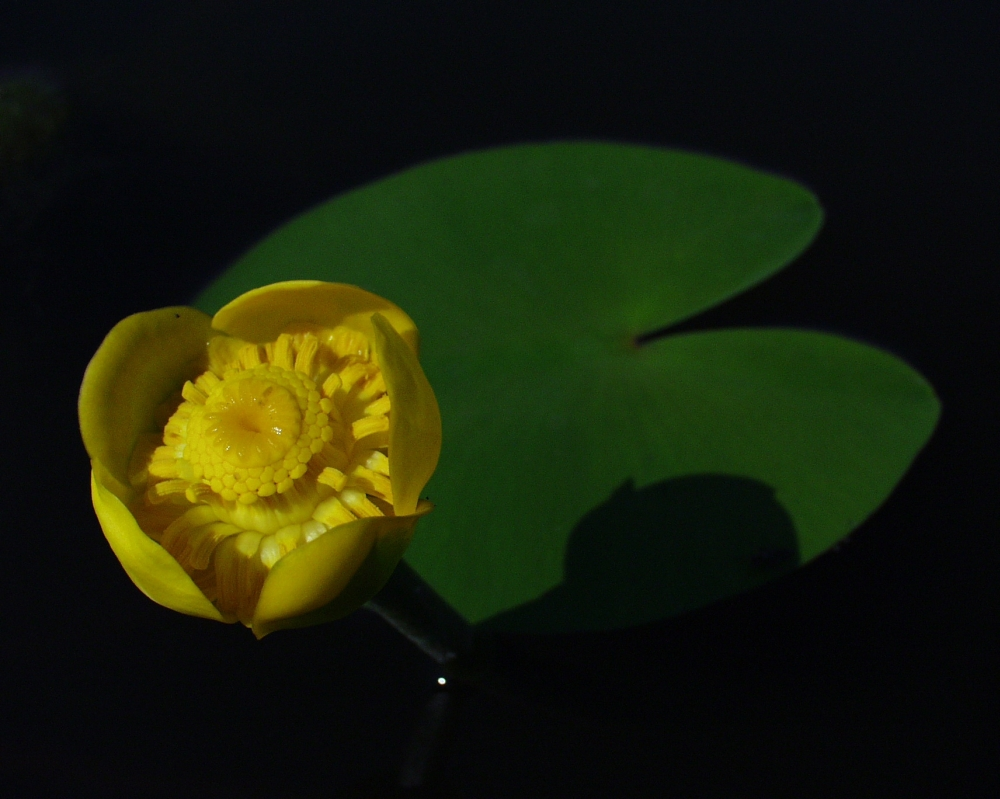
Vízitök

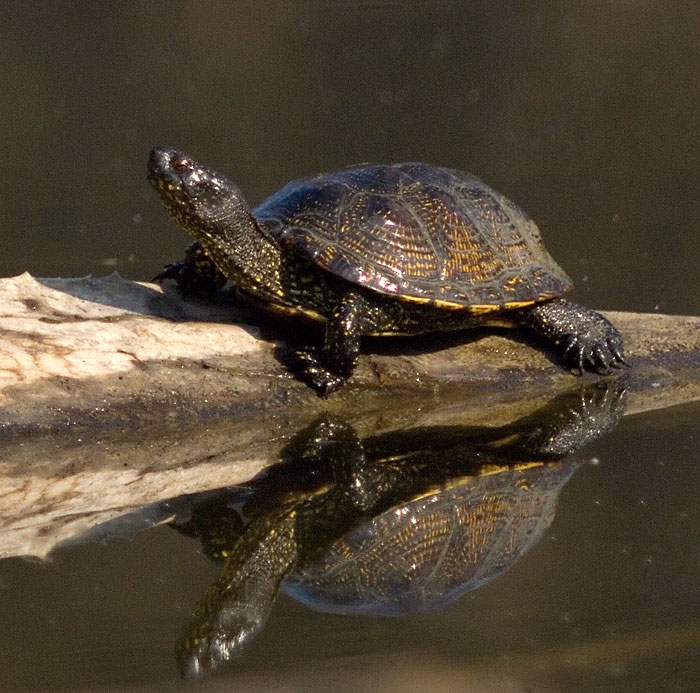
Mocsári teknős

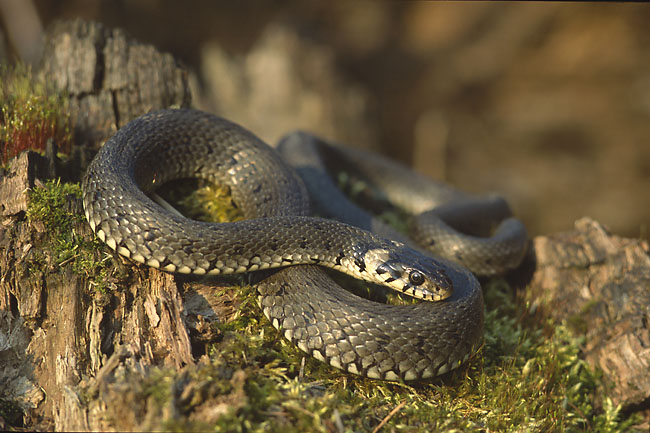
Vízisikló

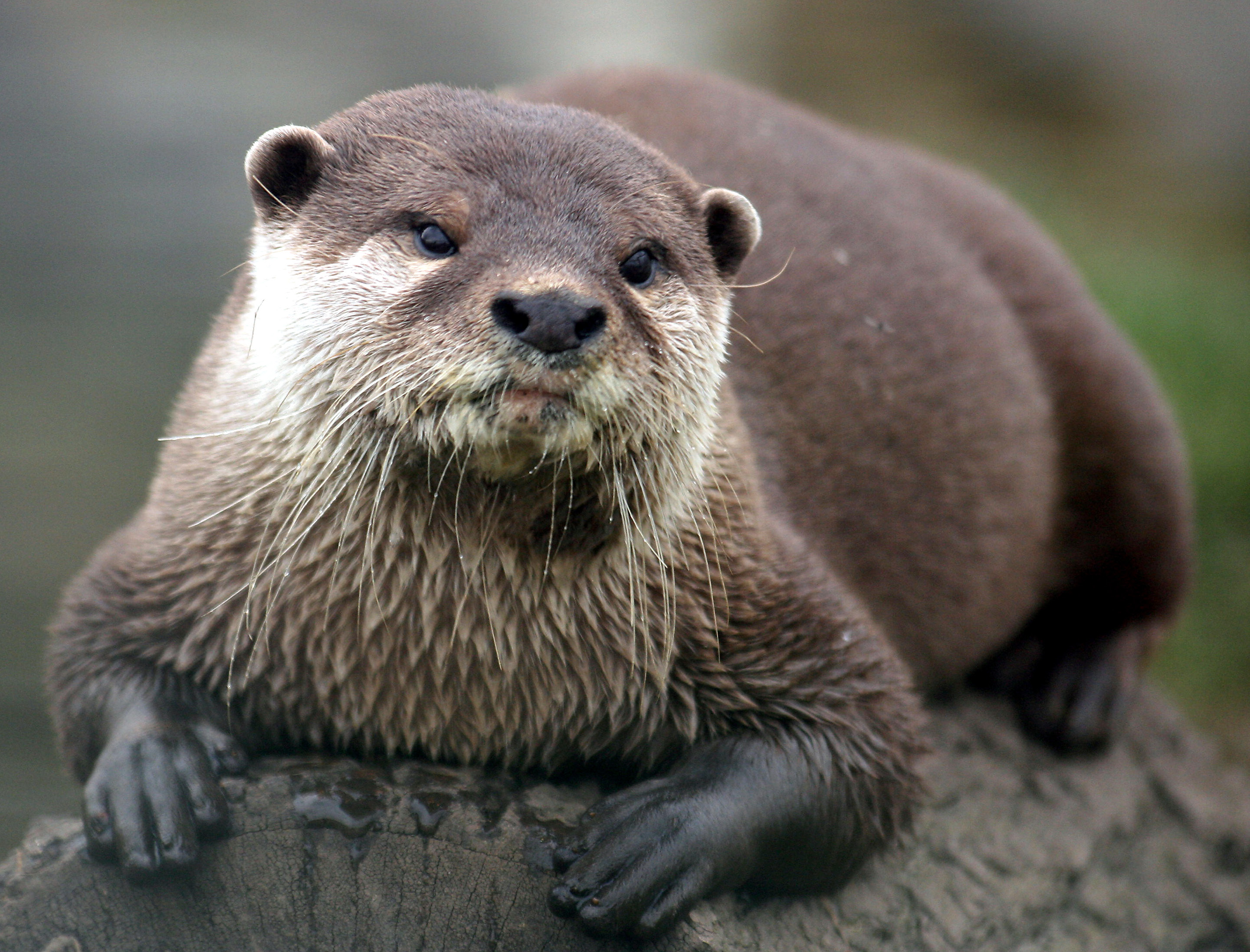
Európai vidra

Az Egyek-pusztakócsi-mocsarak Természetvédelmi Terület egy jelentős természeti értéket képviselő vizes élőhely Magyarországon, az Alföld középső részén, Hortobágytól nyugatra, a Tisza egykori öntésterületei helyén. A terület főbb állomásai bemutatják az itteni Fekete-rét mocsarának élővilágát, a Górés-tanyai madárrepatriáló telepet, és a Meggyes csárdamúzeumot.

## Fekvése
Az Egyek-pusztakócsi-mocsárrendszer a Hortobágy nyugati szélén, a Nagykunság határán, a Tisza valamikori árterületén, Egyek településtől délre helyezkedik el. A 4073 hektár kiterjedésű tájegység közigazgatásilag Tiszafüred, Egyek és kis részben Hortobágy területéhez tartozik.

## Jellege, jellemzői
A mocsárrendszer a ramszari egyezmény oltalma alatt álló nemzetközi jelentőségű vizes élőhely, és a Hortobágyi Nemzeti Park részeként 1999 óta szerepel az UNESCOVilágörökség-listáján „kultúrtáj” kategóriában. A mocsárrendszer teljes egészében a Natura 2000 hálózat része, mind az Élőhelyvédelmi, mind pedig a Madárvédelmi Irányelv alapján.
A mocsárrendszer 87–98 m tengerszint feletti magasságban terül el, ezért domborzata a klasszikus, síksági jellegű hortobágyi pusztáktól eltér. A mocsárrendszer mai képére a mozaikos tájszerkezet a jellemző, melynek főbb elemei a többnyire észak–déli lefutású, ősi árvízi medrek, a közöttük elnyúló, löszös homokkal fedett magasabb térszínek, a mocsarak szélén megmaradt rétek, szikes gyepek és legelők, valamint kisebb fás területek, fasorok és száraz löszpusztagyepek.
Az egyek-pusztakócsi tájat formáló legfontosabb tényező a Tisza volt. A tájat minden alkalommal kissé máshogyan megfutó árvizek jellegzetes medreket, valamint az általuk lerakott hordalékból a medrek közötti kiemelkedéseket hoztak létre. A nagy mocsarak északról a délebbre fekvő Kunkápolnási mocsarak irányába vezették el a Tisza áradásainak víztömegét. A mocsármedrek legmélyebb (1–2 m mély) részeit állandóan víz borítja, és sokfelé találhatók időszakosan vízzel borított, mocsaras jellegű rétek. A talajvíz tükre 2 és 4 méter mélyen helyezkedik el, oldott sótartalma magas.

## Növény- és állatvilága
Ma a mocsarak nagy részét nádasok borítják, melyekbe keskeny-és széleslevelű gyékény, kötőkáka és tavikáka állományai vegyülnek. A valamikor kiterjedt hínármezők (süllőhínár, békaszőlő, tócsagaz) visszatelepülése rendkívül gyors volt. Egyre nagyobb területet hódított meg a tündérrózsa, a vízitök, a sulyom, a tündérfátyol és a rucaöröm. A mocsarak bővelkednek halakban (kárászok, compó, réti csík, szivárványos ökle, vágó csík, nyurgaponty, harcsa, csuka). Ritka hüllő a kockás sikló, míg gyakori a vízisikló és a mocsári teknős. Az emlősök közül említést érdemel a vidra jelentős állománya, mely a mocsarakat övező csatornákban és a közeli halastavakon él nagyobb számban.
A mocsári énekesek közül kiemelkedik a kékbegy és a fülemülesitke állománya. Ritka, értékes mocsári költőfajok a cigányréce, a vörös- és feketenyakú vöcsök és a kis vöcsök. A vonuló madártömegek több ritka ragadozómadár-fajt
(pl. rétisas, vándorsólyom) is idevonzanak.

## Az Egyek-pusztakócsi-mocsárrendszer rehabilitációja
A program első lépcsőjében (1976–1997) a vizes élőhelyek, a mocsarak és rétek rehabilitációja történt meg, melyet a második ütemben a gyepterületek rekonstrukciója és a helyreállított mocsarak további kezelése, védelme követett.

### A mocsarak rehabilitációja (1976–1997)
Magyarország első nagyszabású, tájléptékű élőhely-rehabilitációs programja itt indult 1976-ban. A rehabilitáció alapvető célja ezért a mocsarak vízpótló rendszerének kiépítése és működtetése, a mocsarak hidrológiai rekonstrukciója volt. A vízpótló csatornarendszer kiépítése a Fekete-réten kezdődött (1976), és 1997-re készült el a Kis-Jusztust, a Bőgő-lapost, a Meggyes-lapost, majd a Hagymás- és a Csattag-lapost felfűző árasztócsatorna. A hidrológiai rekonstrukció a Nyugati-főcsatorna közbeiktatásával a Tisza vizét hozta el ismét a tájra.

### A mocsárrehabilitáció eredményei (1997–2001)
A tájrehabilitáció első ütemének lezárulta (1997) utáni változások főként a mocsári élőhelyek megerősödését, revitalizációját jelezték. Néhány év alatt a mocsarak kiterjedése megközelítette az ember tájátalakító tevékenysége előttre becsült szintet.

### A LIFE-program tevékenységei
- Földvásárlás
- Gyeprekonstrukció
- Erdősítés
- Régi és új gyepterületek legeltetése
- Nádasok fellazítása legeltetéssel és égetéssel
- Extenzív szántók művelése
- Monitoring tevékenységek